# Худенко, Иван Никифорович
Ива́н Ники́форович Худе́нко (16 июля 1917, Музыковка — 12 ноября 1974, Казахская ССР) — советский экономист.

## Биография
Крестьянский сын, родился в 1917 году, в 1934 году окончил финансово-кредитный техникум и был направлен на работу помощником счетовода в совхоз. Прошел советско-финскую и Великую Отечественную войны, служа «по хозяйственной части».
В 1957-м демобилизовался в чине капитана, поселился в Алма-Ате, стал начальником отдела финансирования совхозов в министерстве сельского хозяйства Казахской ССР.
В 1960-е годы он попытался внедрить в советском сельском хозяйстве рыночные, хозрасчётные принципы, добился 20-кратного повышения производительности труда, но окончил свои дни в заключении как расхититель социалистической собственности.

## Первый эксперимент
В начале 1960-х экономисту дали в управление многоотраслевой совхоз «Илийский» Алма-Атинской области. Здесь Худенко поставил эксперимент по внедрению «безнарядно-звеньевой системы организации и оплаты труда». Иван Худенко перевел свой совхоз на полный хозрасчёт, подкрепленный прямым материальным стимулированием работников. Оплачивались достигнутые результаты, а не затраченные усилия.
Вместо 3 комплексных отделений и 9 полеводческих бригад с огромным числом работников и общей, то есть «ничьей», техникой, было создано 17 звеньев по 4-5 человек с закреплённой за ними техникой (5 комбайнов, 4 трактора и набор других необходимых машин). Каждое звено имело строго очерченные функции и фонд затрат на их исполнение. На девяти токах прежде работало, в зависимости от количества зерна, до 500—600 человек. После реорганизации по системе Худенко было создано три механизированных тока, а их обслуживало всего 12 человек. Число управленцев в совхозе было сокращено со 132 до 2 человек — остались управляющий (он же главный агроном) и экономист-бухгалтер зернового отделения.
Работа по новой системе стартовала 1 марта 1963 года. За первый же сезон производство зерна в совхозе выросло в 2,9 раза, прибыль на одного работающего — в семь раз, а себестоимость центнера зерна упала с 5-7 рублей до 63 копеек. Производительность работника в механизированных звеньях за год увеличилась почти в 20 раз. Начальник звена получал 350 рублей в месяц, его механизаторы по 330 рублей. В других совхозах СССР и 100 рублей считались хорошим месячным доходом.
Показатели производства зерна механизированными звеньями в 1963 году по сравнению с 1962 годом:
| Показатель                                | 1962 г. | 1963 г. |
| ----------------------------------------- | ------- | ------- |
| Валовой сбор зерна в тоннах               | 3150    | 9204    |
| Среднегодовое количество работников       | 202     | 29      |
| Произведено зерна на 1 рабочего (центнер) | 156     | 3173    |
| Заработная плата (тыс. руб.)              | 181     | 59      |

Казахские документалисты сняли о Худенко фильм «Человек на земле». В конце 1964 года новый первый секретарь ЦК КПСС Леонид Брежнев посмотрел фильм «Человек на земле» и завершил дискуссию: «Это дело преждевременное».

## Эксперимент в Акчи
В 1969 году Иван Худенко добился проведения нового эксперимента. На голом месте, в казахстанской полупустыне был создан небольшой совхоз «Акчи», официально именовавшийся «Опытным хозяйством по производству витаминной травяной муки». Добавка такой муки, содержащей много белка и витаминов, в рацион коров поднимает удои на 30-40 %. «Акчи» вновь был выстроен из звеньев (рабочих групп, как сейчас сказали бы) — механизаторских, строительного, управленческого. Все звенья работали на полном хозрасчете, и вопросы решались гласно и вполне демократично на совете хозяйства, которому подчинялся его директор. В управленческом звене было всего два человека — директор Михаил Ли и экономист-бухгалтер Иван Худенко.
Эксперимент проводился по постановлению Совмина Казахской ССР, а его условия были согласованы с союзными ведомствами — Комитетом по труду, ЦСУ СССР, Минфином и Госбанком СССР. Производительность труда в «Акчи» была в 6 раз выше средней по республике, зарплата выше в 2-3 раза. Необычно высоким было и качество самой продукции совхоза — травяной муки. Как вспоминал партнер Худенко Владислав Филатов: «Для высшего сорта содержание каротина в травяной муке устанавливалось в 180 единиц, а у нас было 280. Приборы зашкаливало, приёмщики не верили своим глазам». Об «Акчи» писала местная и центральная пресса, а статью из «Литературной газеты»перепечатал даже орган югославских коммунистов «Борба» под заголовком «Тайна экономического чуда в казахстанском совхозе».
В 1970 году эксперимент был закрыт. Посетивший производство министр сельского хозяйства Казахской ССР М. Рогинец был возмущён, что работники сельского хозяйства зарабатывают больше, чем чиновники министерства.
Вот как запомнил это Филатов: «Все было похоже на разбойное нападение. В середине дня наряд конной милиции окружил наш завод по производству травяной муки. Людей в буквальном смысле слова стаскивали с тракторов, отгоняли от работавших на заводе агрегатов. Со стороны могло показаться, что идет облава на крупных преступников». Совхоз закрыли в разгар сезона, не заплатив рабочим денег и не вернув сделанных ими капиталовложений.

## Уголовное дело
Худенко и его команда три года пытались бороться за своё дело через редакции газет и официальные органы.
Суд отказался рассматривать иск к Министерству сельского хозяйства Казахской ССР о выплате рабочим фактически заработанных ими денег. В августе 1972 года Министерство юстиции СССР по жалобе Худенко дало указание принять этот иск к рассмотрению, и народный суд Советского района Алма-Аты удовлетворил его. Прокуратура Казахской ССР опротестовала это решение, а также возбудила уголовное дело против Худенко и его заместителя Владислава Филатова по обвинению в покушении на хищение государственных средств. Один из судебных исков был скреплён печатью не существовавшего уже «Акчи», что было использовано как формальный повод обвинить Худенко и его партнёров.
28 августа 1973 года Алма-Атинский городской суд признал Худенко и Филатова виновными в покушении на хищение государственного или общественного имущества в особо крупных размерах, а также в самовольном присвоение звания или власти должностного лица и подделке документов и приговорил Худенко к 6 годам, а Филатова — к 4 годам лишения свободы.
12 ноября 1974 года Худенко умер в тюремной больнице.